# Wioślarstwo na Letnich Igrzyskach Olimpijskich 1900 – dwójka ze sternikiem
Wyścig dwójek ze sternikiem mężczyzn był jedną z konkurencji wioślarskich rozgrywanych podczas II Igrzysk Olimpijskich w Paryżu.
Zawody rozegrano w dniach 25–26 sierpnia 1900 r. w Paryżu. Rywalizowało dwudziestu dwóch zawodników z trzech krajów. Złoto zdobyła osada mieszana Minerva Amsterdam.

## Drużyny
- / Minerva Amsterdam
- Societé Nautique de la Marne-1
- Rowing Club Castillon-3
- Cercle Nautique de Reims-4
- Royal Club Nautique de Gand
- Club Nautique de Dieppe-5
- Stade Français AC-2

## Wyniki

### Półfinały
Dwie czołowe osady z każdego półfinału awansowały do finału.

#### Półfinał 1
| Poz. | Drużyna                        | Kraj     | Zawodnicy                                       | Wynik  | UWagi |
| ---- | ------------------------------ | -------- | ----------------------------------------------- | ------ | ----- |
| 1.   | Societé Nautique de la Marne-1 | Francja  | Lucien Martinet René Waleff nieznany sternik    | 6:47,4 | Q     |
| 2.   | Minerva Amsterdam              | Holandia | François Brandt Roelof Klein Hermanus Brockmann | 6:56,0 | Q     |
| –    | Stade Français AC-2            | Francja  | Louis Roche Gordon Love nieznany sternik        | DNF    |       |

#### Półfinał 2
| Poz. | Drużyna                     | Kraj    | Zawodnicy                                            | Wynik  | Uwagi |
| ---- | --------------------------- | ------- | ---------------------------------------------------- | ------ | ----- |
| 1.   | Rowing Club Castillon-3     | Francja | Carlos Deltour Antoine Védrenne Raoul Paoli          | 6:33,4 | Q     |
| 2.   | Cercle Nautique de Reims-4  | Francja | Pierre Ferlin Mathieu nieznany sternik               | 7:00,0 | Q     |
| 3.   | Royal Club Nautique de Gand | Belgia  | Prosper Bruggeman Maurice Hemelsoet nieznany sternik | 7:00,4 |       |
| 4.   | Club Nautique de Dieppe-5   | Francja | Henri Delabarre Robert Galée nieznany sternik        | 7:04,0 |       |

### Finał
| Poz.   | Drużyna                        | Kraj             | Zawodnicy                                     | Wynik  | UWagi |
| ------ | ------------------------------ | ---------------- | --------------------------------------------- | ------ | ----- |
| złoto  | Minerva Amsterdam              | Drużyna mieszana | François Brandt Roelof Klein nieznany sternik | 7:34,2 |       |
| srebro | Societé Nautique de la Marne-1 | Francja          | Lucien Martinet René Waleff nieznany sternik  | 7:34,4 |       |
| brąz   | Rowing Club Castillon-3        | Francja          | Carlos Deltour Antoine Védrenne Raoul Paoli   | 7:57,2 |       |
| 4.     | Cercle Nautique de Reims-4     | Francja          | Pierre Ferlin Mathieu nieznany sternik        | 8:01,0 |       |

## Uwaga
- W finale płynęli ci sami sternicy co w eliminacjach – jednak ich nazwiska są nieznane.